# Asy myśliwskie Cesarstwa Niemieckiego
Asy myśliwskie Cesarstwa Niemieckiego z okresu I wojny światowej. System ewidencji zestrzeleń i sposobów ich weryfikacji powstał w 1916 roku we Francji. Bardzo szybko został przejęty w innych krajach uczestniczących w wielkiej wojnie. W Cesarstwie Niemieckim bycie asem łączyło się z bardzo dużym uznaniem społecznym. Właśnie wśród pilotów myśliwskich zostało przyznanych najwięcej najwyższych odznaczeń wojennych orderu Pour le Mérite oraz Order Hohenzollernów.
W zestawieniu poniższym przedstawiono pierwszą część asów lotnictwa niemieckiego Luftstreitkräfte, którzy mają potwierdzone co najmniej 15 zwycięstw powietrznych.

## Część I
| Stopień      | Nazwisko                        | Zdjęcie | Liczba zwycięstw | Jednostki                                                           | Data śmierci | Samoloty                    | Dodatkowe informacje                                                          |
| ------------ | ------------------------------- | ------- | ---------------- | ------------------------------------------------------------------- | ------------ | --------------------------- | ----------------------------------------------------------------------------- |
| Rotmistrz    | Manfred Freiherr von Richthofen |         | 80               | FFA 62, KG2, Jasta 2, Jasta 11, JG I                                | 21.04.1918   | Albatros, Fokker Dr.I       | Pour le Mérite, Order Hohenzollernów, KIA                                     |
| Podporucznik | Ernst Udet                      |         | 62               | FAA206, FFA 68, KEK Habsheim, Jasta 15, Jasta 37, Jasta 11, Jasta 4 | 17.11.1941   | Albatros, Fokker Dr.I       | Pour le Mérite, Order Hohenzollernów, generał Luftwaffe, popełnił samobójstwo |
| Porucznik    | Erich Löwenhardt                |         | 54               | FAA265, Jasta 10, JG I                                              | 10.08.1918   | Fokker Dr.I                 | Pour le Mérite Balloon Buster KIFA                                            |
| Porucznik    | Josef Jacobs                    |         | 48               | FFA11, Jasta 12, Jasta 22, Jasta 7                                  | 29.07.1978   |                             | Pour le Mérite, Balloon Buster                                                |
| Porucznik    | Werner Voss                     |         | 48               | KG4, Jasta 2, Jasta 5, Jasta 29, Jasta 14, Jasta 10                 | 23.09.1917   | Albatros D.III, Fokker Dr.I | Pour le Mérite, Order Hohenzollernów, KIA                                     |
| Porucznik    | Fritz Rumey                     |         | 45               | FAA19, Jasta 2, Jasta 5                                             | 27.09.1918   | Albatros, Fokker D.VII      | Pour le Mérite, KIA                                                           |
| Kapitan      | Rudolph Berthold                |         | 44               | KEK Vaux, FFA23, Jasta 4, Jasta 14, Jasta 18, JGII                  | 20.04.1920   | Albatros D.V, Fokker D.VII  | Pour le Mérite, zamordowany w czasie rozruchów w Hamburgu                     |
| Kapitan      | Bruno Loerzer                   |         | 44               | FFA25, FFA 60, FAA203, KEK Jametz, Jasta 17                         | 23.08.1960   | Fokker D.VII                | Pour le Mérite, Order Hohenzollernów                                          |
| Porucznik    | Paul Bäumer                     |         | 43               | FFA 7, Jasta 2, Jasta 5                                             | 15.07.1927   | Albatros D.V, Fokker D.VII  | Pour le Mérite, Militär Verdienstkreuz, KIFA                                  |
| Kapitan      | Oswald Boelcke                  |         | 40               | FEA Triev, FFA13, FFA62, BAM, KEK III, Jasta 2                      | 28.10.1916   |                             | Pour le Mérite, KIA                                                           |

## Część II
| Stopień   | Nazwisko              | Zdjęcie | Liczba zwycięstw | Jednostki                                 | Data śmierci | Samoloty                | Dodatkowe informacje                                                                                |
| --------- | --------------------- | ------- | ---------------- | ----------------------------------------- | ------------ | ----------------------- | --------------------------------------------------------------------------------------------------- |
| Porucznik | Franz Büchner         |         | 40               | FFA270, Jasta 9, Jasta 13                 | 18.03.1920   |                         | Pour le Mérite, Order Hohenzollernów, KIA                                                           |
| Porucznik | Lothar von Richthofen |         | 40               | KG4, Jasta 11                             | 04.07.1922   |                         | Pour le Mérite, Order Hohenzollernów, KIFA                                                          |
| Porucznik | Heinrich Gontermann   |         | 39               | FFA 25, Jasta 5, Jasta 15                 | 30.10.1917   | Albatros D.VII          | Pour le Mérite, Order Hohenzollernów, Wojskowy Order Maxa-Josepha, Balloon Buster (17 balonów) KIFA |
| Porucznik | Karl Menckhoff        |         | 39               | Jasta 3, Jasta 72                         | 11.01.1948   | Albatros i Fokker       | Pour le Mérite, Order Hohenzollernów POW                                                            |
| Porucznik | Karl Bolle            |         | 36               | KG3, Jasta 23, Jasta 28, Jasta 2          | 09.10.1955   | Fokker D.VII            | Pour le Mérite, Order Hohenzollernów, doradca w Luftwaffe                                           |
| Porucznik | Julius Buckler        |         | 36               | FAA209, Jasta 17                          | 23.05.1960   | Albatros                | Pour le Mérite, Balloon Buster                                                                      |
| Porucznik | Max Ritter von Müller |         | 36               | FFA 1, KEK Bantheville, Jasta 2, Jasta 28 | 09.01.1918   | Albatros                | Pour le Mérite, Order Hohenzollernów, Wojskowy Order Maxa-Josepha, KIA                              |
| Porucznik | Gustav Dörr           |         | 35               | FFA 68, FFA 6, FFA 257, Jasta 45          | 11.12.1928   | Fokker D.VII            | Po wojnie pilot Lufthansy, KIFA                                                                     |
| Porucznik | Otto Könnecke         |         | 35               | Jasta 25, Jasta 5                         | 25.01.1956   | Albatros D.V            | Pour le Mérite, Luftwaffe                                                                           |
| Porucznik | Emil Thuy             |         | 35               | FFA53, Jasta 21, Jasta 28, JGr7           | 11.06.1930   | Albatros i Fokker D.VII | Pour le Mérite                                                                                      |

## Część III
| Stopień   | Nazwisko             | Zdjęcie | Liczba zwycięstw | Jednostki                                | Data śmierci | Samoloty              | Dodatkowe informacje                                                                                              |
| --------- | -------------------- | ------- | ---------------- | ---------------------------------------- | ------------ | --------------------- | --- |
| Porucznik | Joseph Veltjens      |         | 35               | FFA 23, Jasta 14, Jasta 18, Jasta 15     | 06.10.1943   | Albatros, Fokker Dr.I | Pour le Mérite, KIFA we Włoszech jako emisariusz Goeringa                                                         |
| Kapitan   | Eduard von Schleich  |         | 35               | FFA 2, SS28, Jasta 21, Jasta 32, JGr8    | 15.11.1947   | Albatros D.V          | Pour le Mérite, Generał Luftwaffe – głównodowodzący najpierw w Danii (1941-44) oraz Norwegii 1944, Balloon Buster |
| Porucznik | Heinrich Bongartz    |         | 33               | FFA 5, Kasta 27, Jasta 36                | 23.01.1946   | Albatros              | Pour le Mérite, w Luftwaffe dowódca jednostek nocnych w Danii 1943 i w Finlandii 1944                             |
| Porucznik | Heinrich Kroll       |         | 33               | FFA 17, Jasta 9, Jasta 24, Jagdgruppe 12 | 21.02.1930   | Albatros              | Pour le Mérite |
| Porucznik | Kurt Wolff           |         | 33               | Jasta 11, Jasta 29                       | 15.09.1917   | Albatros              | Pour le Mérite, KIA                                                                                               |
| Porucznik | Hermann Frommherz    |         | 32               | G4, Kasta 20, Jasta 2, Jasta 27          | 30.12.1964   | Fokker D.VII          | Order Wojskowy św. Henryka, Order Hohenzollernów                                                                  |
| Generał   | Theo Osterkamp       |         | 32               | MFJ I, MFJ II; JG51                      | 01.01.1975   | Albatros i Bf-109     | Pour le Mérite, Order Hohenzollernów, w Luftwaffe pełnił różne funkcje do końca grudnia 1944                      |
| Porucznik | Paul Billik          |         | 31               | Jasta 12, Jasta 7, Jasta 52              | 08.03.1926   | Albatros i Fokker     | Order Hohenzollernów, POW w 1918                                                                                  |
| Porucznik | Gotthard Sachsenberg |         | 31               | MFA2, MFJ I, MFJGr I                     | 23.08.1961   | Albatros i Fokker     | Pour le Mérite, Order Hohenzollernów, twórca Kampfgeschwader Sachsenberg                                          |
| Porucznik | Karl Allmenröder     |         | 30               | FFA 227, Jasta 11                        | 27.06.1917   | Albatros              | Pour le Mérite, Order Hohenzollernów                                                                              |

## Część IV
| Stopień      | Nazwisko                  | Zdjęcie | Liczba zwycięstw | Jednostki                                     | Data śmierci | Samoloty                  | Dodatkowe informacje                                                                       |
| ------------ | ------------------------- | ------- | ---------------- | --------------------------------------------- | ------------ | ------------------------- | ------------------------------------------------------------------------------------------ |
| Porucznik    | Karl Degelow              |         | 30               | FAA216, Jasta 36, Jasta 7, Jasta 40           | 09.10.1970   | Pfalz D.III, Fokker D.VII | Pour le Mérite, Order Hohenzollernów, w czasie II wojny światowej służył w Luftwaffe       |
| Porucznik    | Josef Mai                 |         | 30               | Kasta 29, Jasta 5                             | 18.01.1982   |                           | Był nominowany do Pour le Mérite                                                           |
| Porucznik    | Ulrich Neckel             |         | 30               | FFA 25, Jasta 12, Jasta 13, Jasta 19, Jasta 6 | 11.05.1928   | Albatros i Fokker D.VII   | Pour le Mérite, Order Hohenzollernów, zmarł na gruźlicę                                    |
| Porucznik    | Karl Emil Schäfer         |         | 30               | Kasta 8, Kasta 11, Jasta 11, Jasta 28         | 05.06.1917   | Albatros                  | Pour le Mérite, KIA                                                                        |
| Podporucznik | Harald Auffarth           |         | 29               | FFA27, FAA266, Jasta 18, Jasta 9, JGr3        | 12.10.1946   | Albatros, Fokker          | Pour le Mérite, Order Hohenzollernów                                                       |
| Porucznik    | Walter Blume (pilot)      |         | 28               | A65, FAA280, Jasta 26, Jasta 9                | 27.05.1964   |                           | Pour le Mérite, prof. inżynier                                                             |
| Porucznik    | Arthur Laumann            |         | 28               | FAA265, Jasta 66, Jasta 10                    | 18.11.1970   |                           | Pour le Mérite, Order Hohenzollernów. Generał Luftwaffe                                    |
| Porucznik    | Walter von Bülow-Bothkamp |         | 28               | FFA22, 300, Jasta 18, Jasta 36, Jasta 2       | 06.01.1918   | Albatros                  | Pour le Mérite                                                                             |
| Porucznik    | Robert von Greim          |         | 28               | FFA3, FAA204, FFA 46, Jasta 34, JGr10, JGr9   | 24.05.1945   |                           | Pour le Mérite, Wojskowy Order Maxa-Josepha, Feldmarszałek Luftwaffe, popełnił samobójstwo |

## Część V
| Stopień   | Nazwisko                   | Zdjęcie | Liczba zwycięstw | Jednostki                                                    | Data śmierci | Samoloty                | Dodatkowe informacje                                                                            |
| --------- | -------------------------- | ------- | ---------------- | ------------------------------------------------------------ | ------------ | ----------------------- | ----------------------------------------------------------------------------------------------- |
| Porucznik | Friedrich Ritter von Röth  |         | 28               | FAA296, Jasta 34, Jasta 23, Jasta 16                         | 31.12.1918   | Albatros                | Pour le Mérite, Order Hohenzollernów, Wojskowy Order Maxa-Josepha, Balloon Buster – 20 balonów! |
| Porucznik | Fritz Otto Bernert         |         | 27               | Jasta 4, Jasta 2, Jasta 6                                    | 18.10.1918   | Albatros                | Pour le Mérite, zmarł na grypę pochowany na cmentarzu w Raciborzu                               |
| Porucznik | Otto Fruhner               |         | 27               | FFA 51, FFA 20, Jasta 26                                     | 19.06.1965   | Albatros                | W II wojnie światowej General Luftwaffe                                                         |
| Porucznik | Hans Kirschstein           |         | 27               | FFA 19, FFA 256, FFA 3, Jasta 6                              | 16.06.1918   | Fokker                  | Pour le Mérite, Order Hohenzollernów                                                            |
| Porucznik | Karl Thom                  |         | 27               | FFA216, 48, 234, Jasta 21                                    | 03.03.1945   | Fokker, Albatros        | Pour le Mérite, Order Hohenzollernów, w Luftwaffe                                               |
| Kapitan   | Adolf Ritter von Tutschek  |         | 27               | FFA 6, Jasta 2, Jasta 12, JGII                               | 15.03.1918   |                         | Pour le Mérite, Order Hohenzollernów                                                            |
| Porucznik | Kurt Wüsthoff              |         | 27               | KG1, Jasta 4, Jasta 15                                       | 23.07.1923   |                         | Pour le Mérite, Order Hohenzollernów                                                            |
| Porucznik | Max Näther                 |         | 26               | Jasta 62                                                     | 08.01.1919   | Albatros i Fokker D.VII | Order Hohenzollernów Balloon Buster 10 balonów, KIA                                             |
| Porucznik | Oskar Freiherr von Boenigk |         | 26               | Kasta 19, Kasta 32, Jasta 4, Jasta 21, JGII                  | 30.01.1946   |                         | Pour le Mérite, generał Luftwaffe, pojmany przez Rosjan zmarł w więzieniu                       |
| Porucznik | Eduard Ritter von Dostler  |         | 26               | FFA 38, FAA 227, SS27, Kasta 36, Jasta 13, Jasta 34, Jasta 6 | 21.08.1917   | Albatros                | Pour le Mérite, Order Hohenzollernów, KIA                                                       |

## Część VI
| Stopień   | Nazwisko                                | Zdjęcie | Liczba zwycięstw | Jednostki                                                             | Data śmierci | Samoloty                   | Dodatkowe informacje |
| --------- | --------------------------------------- | ------- | ---------------- | --------------------------------------------------------------------- | ------------ | -------------------------- | --- |
| Porucznik | Fritz Pütter                            |         | 25               | A251, Jasta 9, Jasta 68                                               | 10.08.1918   | Albatros i Fokker D.VII    | Pour le Mérite, Balloon Buster – 8 balonów                                                                               |
| Porucznik | Olivier Freiherr von Beaulieu-Marconnay |         | 25               | Jasta 18, Jasta 15, Jasta 19                                          | 26.10.1918   |                            | śmiertelnie ranny 18.10.1918, najmłodszy odznaczony Pour le Mérite                                                       |
| Porucznik | Georg von Hantelmann                    |         | 25               | Jasta 18, Jasta 15                                                    | 07.09.1924   | Albatros D.V               | Order Hohenzollernów, zamordowany w niewyjaśnionych okolicznościach w Charcicach                                         |
| Porucznik | Erwin Böhme                             |         | 24               | Kasta 10, Jasta 2, Jasta 29                                           | 29.11.1917   | Albatros D.I               | Pour le Mérite, Order Hohenzollernów, 28.10.1917 przeżył kolizję z samolotem Oswalda Boelcke, w której zginął O. Boelcke |
| Porucznik | Georg Meyer                             |         | 24               | FFA 69, FAA253, Jasta 22, Jasta 7, Jasta 37                           | 15.06.1926   |                            | Balloon Buster – 6 balonów                                                                                               |
| Porucznik | Hermann Becker                          |         | 23               | FFA 2, FFA 57, KG5, SS11, Jasta 12                                    | 21.04.1970   |                            | Order Hohenzollernów, nominowany do Pour le Mérite                                                                       |
| porucznik | Hermann Göring                          |         | 22               | FFA25, KEK Stenay, KEK Metz, Jasta 7, Jasta 5, Jast 26, Jasta 27, JGI | 15.10.1946   |                            | Pour le Mérite, marszałek Luftwaffe, popełnił samobójstwo po procesie norymberskim                                       |
| Porucznik | Hans Klein                              |         | 22               | Jasta 4, Jasta 10 JG53                                                | 18.11.1944   | Albatros                   | Pour le Mérite, Order Hohenzollernów, Balloon Buster, generał Luftwaffe                                                  |
| Porucznik | Hans Martin Pippart                     |         | 22               | FAA220, Kasta 1, Jasta 13, Jasta 19                                   | 11.08.1918   | Fokker Dr.I i Fokker D.VII | Balloon Buster – 7 balonów, KIA                                                                                          |
| Porucznik | Werner Preuss                           |         | 22               | Jasta 66                                                              | 06.03.1919   |                            | nominowany do Pour le Mérite, Order Hohenzollernów KIFA                                                                  |

## Część VII
| Stopień                | Nazwisko                     | Zdjęcie | Liczba zwycięstw | Jednostki                                      | Data śmierci | Samoloty                   | Dodatkowe informacje                                                                      |
| ---------------------- | ---------------------------- | ------- | ---------------- | ---------------------------------------------- | ------------ | -------------------------- | ----------------------------------------------------------------------------------------- |
| Sierżant               | Karl Paul Schlegel           |         | 22               | FFA 39, Kest 1, Jasta 45                       | 27.10.1918   |                            | Balloon Buster                                                                            |
| Porucznik              | Rudolf Windisch              |         | 22               | A62, KG2, Jasta 32, Jasta 50, Jasta 66         | 27.05.1918   | Albatros                   | Pour le Mérite, Order Hohenzollernów zestrzelony przez Francuzów zaginął bez wieści (MIA) |
| Porucznik              | Hans Ritter von Adam         |         | 21               | Jasta 6                                        | 15.11.1917   | Albatros D.V               | Order Hohenzollernów                                                                      |
| Offizierstellvertreter | Friedrich Altemeier          |         | 21               | FFA 67, Jasta 14, Jasta 24                     | 18.09.1968   | Albatros                   |                                                                                           |
| Porucznik              | Friedrich „Fritz” Friedrichs |         | 21               | FAA264, Jasta 10                               | 15.07.1918   |                            | Pour le Mérite, Order Hohenzollernów, Balloon Buster – 11 balonów, KIA                    |
| Porucznik              | Fritz Höhn                   |         | 21               | FAA227, Jasta 21, Jasta 81, Jasta 60, Jasta 41 | 03.10.1918   | Albatros                   | Order Hohenzollernów, Balloon Buster – 10 balonów, KIA                                    |
| Porucznik              | Friedrich T. Noltenius       |         | 21               | FAA234, Jasta 27, Jasta 6, Jasta 11            | 12.03.1936   |                            | Order Hohenzollernów, Balloon Buster – 8 balonów, KIFA                                    |
| porucznik              | Karl Odebrett                |         | 21               | FFA 47, FAA215, Jasta 16, Jasta 42             | 13.02.1930   | Albatros                   | Order Hohenzollernów                                                                      |
| Porucznik              | Hans Bethge                  |         | 20               | KG1, KEK Bantheville, Jasta 1, Jasta 30        | 17.03.1918   | Albatros Pfalz D.III       | Order Hohenzollernów, nominowany do Pour le Mérite, KIA                                   |
| porucznik              | Wilhelm Frankl               |         | 20               | FFA 40, KEK Vaux, Jasta 4                      | 08.04.1917   | Eindekker i Albatros D.III | Pour le Mérite, Order Hohenzollernów KIA                                                  |

## Część VIII
| Stopień      | Nazwisko                           | Zdjęcie | Liczba zwycięstw | Jednostki                                           | Data śmierci | Samoloty               | Dodatkowe informacje                                     |
| ------------ | ---------------------------------- | ------- | ---------------- | --------------------------------------------------- | ------------ | ---------------------- | -------------------------------------------------------- |
| Podporucznik | Walter Göttsch                     |         | 20               | FFA 33, Jasta 8, Jasta 19                           | 10.04.1918   | Fokker Dr.I            | Order Hohenzollernów KIA                                 |
| Sierżant     | Oskar Hennrich                     |         | 20               | FAA273, Jasta 46, KG II                             | ?            | Fokker D.VII           | Balloon Buster, Militär Verdienstkreuz                   |
| Porucznik    | Otto Kissenberth                   |         | 20               | FFA 8, FFA 9, KEK Ensisheim, Jasta 16, Jasta 23     | 02.08.1919   | Albatros D.V           | Order Hohenzollernów, Pour le Mérite                     |
| Kapitan      | Wilhelm Reinhard                   |         | 20               | FAA205, FFA 28, Jasta 1, Jasta 6, JGI               | 03.07.1918   | Fokker Dr.I            | Order Hohenzollernów, KIFA                               |
| Porucznik    | Otto Schmidt                       |         | 20               | FFA 25, Jasta 7, Jasta 32, Jasta 29, Jasta 5, JGr11 | 24.02.1944   |                        | Order Hohenzollernów, Balloon Buster                     |
| Podporucznik | Hans von Freden                    |         | 20               | FFA48, FFA 10, Jasta 1, Jasta 72, Jasta 50          | 30.10.1919   | Fokker D.VII           | Balloon Buster 9 balonów                                 |
| Podporucznik | Rudolph von Eschwege               |         | 20               | FFA 36, FFA 66, FFA 30                              | 21.11.1917   |                        | Order Hohenzollernów, zgłoszony do Pour le Mérite, KIA   |
| Podporucznik | Hans Christian Friedrich Donhauser |         | 19               | FFA 10, Jasta 17                                    | 13.01.1919   |                        | Militär Verdienstkreuz, KIFA                             |
| Podporucznik | Gerhard Fieseler                   |         | 19               | FAA243, FFA 41, Jasta 25                            | 01.09.1987   |                        | Militär Verdienstkreuz, as frontu w Macedonii, Luftwaffe |
| Podporucznik | Kurt Wintgens                      |         | 19               | FFA 67, FFA6b, Jasta 4, Jasta 1                     | 25.09.1916   | Eindekker Fokker E.III | Pour le Mérite, Order Hohenzollernów, KIA                |

## Część IX
| Stopień         | Nazwisko          | Zdjęcie | Liczba zwycięstw | Jednostki                                      | Data śmierci | Samoloty                 | Dodatkowe informacje     |
| --------------- | ----------------- | ------- | ---------------- | ---------------------------------------------- | ------------ | ------------------------ | ------------------------ |
| Vizeflugmeister | Alexander Zenses  |         | 19               | MFJ II                                         | .09.1980     |                          |                          |
| Podporucznik    | Hartmuth Baldamus |         | 18               | FFA20, Jasta 5, Jasta 9                        | 14.04.1917   |                          | Order Hohenzollernów     |
| Podporucznik    | Franz Hemer       |         | 18               | FAA283, Jasta 6                                | 18.10.1982   | Fokker Dr.I              | Order Hohenzollernów     |
| Vizeflugmeister | Emil Schäpe       |         | 18               | Jasta 5, Jasta 33                              | 07.01.1925   |                          | Urodzony w Elblągu       |
| Podporucznik    | Walter Böning     |         | 17               | FFA 6, Jasta 19, Jasta 76                      | 07.02.1981   | Albatros D.V             | Order Hohenzollernów     |
| Porucznik       | Hans Böhning      |         | 17               | FAA290, Jasta 36, Jasta 76, Jasta 79, Jasta 32 | 20.10.1934   | Albatros D.V             |                          |
| Podporucznik    | Ernst Hess        |         | 17               | FFA 9, KEK Douai, Jasta 10, Jasta 28, Jasta 19 | 23.12.1917   | Albatros D.V             | Order Hohenzollernów KIA |
| Podporucznik    | Rudolf Klimke     |         | 17               | FFA55, FFA 50, FFA 19, Kasta 13, Jasta 27      | 17.03.1987   | Albatros D.V Fokker Dr.I |                          |
| Podporucznik    | Karl Plauth       |         | 17               | FFA 204, Jasta 20, Jasta 51                    | 01.11.1927   | Fokker D.VII             | KIFA                     |
| Podporucznik    | Franz Ray         |         | 17               | Jasta 1, Jasta 28, Jasta 49                    | ?            | Albatros D.III           |                          |

## Część X
| Stopień       | Nazwisko            | Zdjęcie | Liczba zwycięstw | Jednostki                                         | Data śmierci | Samoloty                   | Dodatkowe informacje                                              |
| ------------- | ------------------- | ------- | ---------------- | ------------------------------------------------- | ------------ | -------------------------- | ----------------------------------------------------------------- |
| Porucznik     | Max Immelmann       |         | 17               | FFA62, KEK Douai                                  | 18.06.1916   |                            | Pour le Mérite, Order Hohenzollernów, Order Wojskowy św. Henryka  |
| Podporucznik  | Hans Joachim Rolfes |         | 17               | Kagohl 2, Kasta 10, Kasta 11, Jasta 32, Jasta 45  | 12.03.1935   |                            | Order Hohenzollernów, KIFA                                        |
| Vizefeldwebel | Josef Schwendemann  |         | 17               | Shusta 14, Jasta 41                               | ?            |                            | Militär Verdienstkreuz                                            |
| Podporucznik  | Ernst Bormann       |         | 16               | FFA 42, Jasta 2                                   | 01.08.1960   | Fokker Dr.I                |                                                                   |
| Podporucznik  | Ludwig Hanstein     |         | 16               | FFA 9, Jasta 16, Jasta 35                         | 21.03.1918   | Albatros                   | Order Hohenzollernów                                              |
| Podporucznik  | Johannes Klein      |         | 16               | Jasta 29, Jasta 18, Jasta 15                      | 1926         | Albatros D.V, Fokker D.VII | Order Hohenzollernów                                              |
| Podporucznik  | Wilhelm Anton Seitz |         | 16               | Jasta 8, Jasta 68                                 | 1926         | Albatros                   |                                                                   |
| Podporucznik  | Hans Weiss          |         | 16               | FFA 68, FAA282, 289, Jasta 41, Jasta 10, Jasta 11 | 02.05.1918   | Fokker Dr.I                | Balloon Buster, Order Hohenzollernów, KIA                         |
| Vizefeldwebel | Karl Bohnenkamp     |         | 15               | FFA 39, FAA208, Jasta 22                          | 27.02.1930   |                            | Militär Verdienstkreuz                                            |
| Podporucznik  | Albert Dossenbach   |         | 15               | FFA 22, Jasta 2, Jasta 36, Jasta 10               | 03.07.1917   | Albatros                   | Pour le Mérite, Order Hohenzollernów, Militär Verdienstkreuz, KIA |

## Część XI
| Stopień                | Nazwisko                      | Zdjęcie | Liczba zwycięstw | Jednostki                                                   | Data śmierci | Samoloty                   | Dodatkowe informacje                                            |
| ---------------------- | ----------------------------- | ------- | ---------------- | ----------------------------------------------------------- | ------------ | -------------------------- | --------------------------------------------------------------- |
| Porucznik              | Rudolf Francke                |         | 15               | Shusta 17, Jasta 2, Jasta 8                                 | ?            | Albatros, Fokker D.VII     | Militär Verdienstkreuz                                          |
| Vizefeldwebel          | Albert Haussmann              |         | 15               | Ksata 26, Kaghol 5, Schusta 8, Jasta 23, Jasta 15, Jasta 13 | 16.10.1918   |                            | Militär Verdienstkreuz                                          |
| Porucznik              | Alois Heldmann                |         | 15               | FFA 57, FFA 59, Jasta 10                                    | 1.11.1983    | Albatros D.V, Fokker D.VII | Order Hohenzollernów, Krzyż Żelazny                             |
| Podporucznik           | Otto Löffler                  |         | 15               | Jasta 2                                                     | 11.12.1945   | Fokker D.Vii, Fokker Dr.I  |                                                                 |
| Podporucznik           | Hans-Georg von der Marwitz    |         | 15               | Jasta 30, Schusta 10                                        | 12.05.1925   | Albatros D.V               | Order Hohenzollernów, KIFA                                      |
| Offizierstellvertreter | Edmund Nathanael              |         | 15               | FFA42, Jasta 5, Jasta 22                                    | 11.05.1917   |                            | Krzyż Żelazny, KIA                                              |
| Podporucznik           | Wilhelm Neuenhofen            |         | 15               | FFA 215, Jasta 27                                           | 04.04.1936   | Fokker D.VII               | KIFA                                                            |
| Podporucznik           | Viktor Pressentin von Rautter |         | 15               | Jasta 56, Jasta 4                                           | 31.05.1918   |                            | Militär Verdienstkreuz, KIA                                     |
| Major                  | Theodor Quandt                |         | 15               | FAA270, Jasta 36, Jasta 53                                  | 06.06.1940   |                            | Order Hohenzollernów, KIA                                       |
| Podporucznik           | Julius Schmidt                |         | 15               | KG4, Jasta 3, Jasta 6                                       | 02.07.1944   | Albatros, Fokker D.VII     | Order Hohenzollernów, Order Wojskowy św. Henryka, Krzyż Żelazny |

## Część XII
| Stopień                | Nazwisko               | Zdjęcie | Liczba zwycięstw | Jednostki                                                          | Data śmierci | Samoloty               | Dodatkowe informacje                                     |
| ---------------------- | ---------------------- | ------- | ---------------- | ------------------------------------------------------------------ | ------------ | ---------------------- | -------------------------------------------------------- |
| Porucznik              | Kurt Schneider         |         | 15               | Jasta 5                                                            | 14.07.1917   | Albatros, Fokker D.VII | Order Wojskowy św. Henryka, Krzyż Żelazny                |
| Offizierstellvertreter | Reinhold Jörke         |         | 14               | Jasta 12, Jasta 39, Jasta 13                                       | 08.11.1944   |                        | Krzyż Żelazny                                            |
| Porucznik              | Franz Piechulek        |         | 14               | Kest 5, Jasta 41, Jasta 56                                         | ?            |                        | Krzyż Żelazny                                            |
| Porucznik              | Georg Schlenker        |         | 14               | FEA 7, Kagohl 4, Jagdstaffel 3, Jagdstaffel 41                     | ?            |                        | Order Hohenzollernów, Krzyż Żelazny                      |
| Podporucznik           | Rudolf Wendelmuth      |         | 14               | FEA 3, FFA 5, Jagdstaffel 8, Jagdstaffel 20                        | 30.11.1917   | Albatros D.V           | Order Hohenzollernów, KIFA                               |
| Kapitan                | Hans Joachim Buddecke  |         | 13               | FFA 23, FA 5, FFA 6, Jagdstaffel 4, Jagdstaffel 30, Jagdstaffel 18 | 11.05.1917   |                        | Pour le Mérite, Order Hohenzollernów, Krzyż Żelazny, KIA |
| Podporucznik           | Siegfried Büttner      |         | 13               | Jagdstaffel 22, Jagdstaffel 61                                     | ?            | Albatros D.VII         |                                                          |
| Porucznik              | Friedrich Christiansen |         | 13               | SFL 1                                                              | 05.12.1972   |                        | Pour le Mérite, Order Hohenzollernów, Krzyż Żelazny      |
| Porucznik              | Dieter Collin          |         | 13               | Jasta 2, Jasta 22, Jasta 56                                        | 13.08.1918   |                        | Krzyż Żelazny, KIA                                       |
| Porucznik              | Heinrich Georg Geigl   |         | 13               | Kasta 36b, Jagdstaffel 34, Jagdstaffel 16                          | 04.04.1918   |                        | Order Hohenzollernów, Krzyż Żelazny                      |